# Nový Smokovec

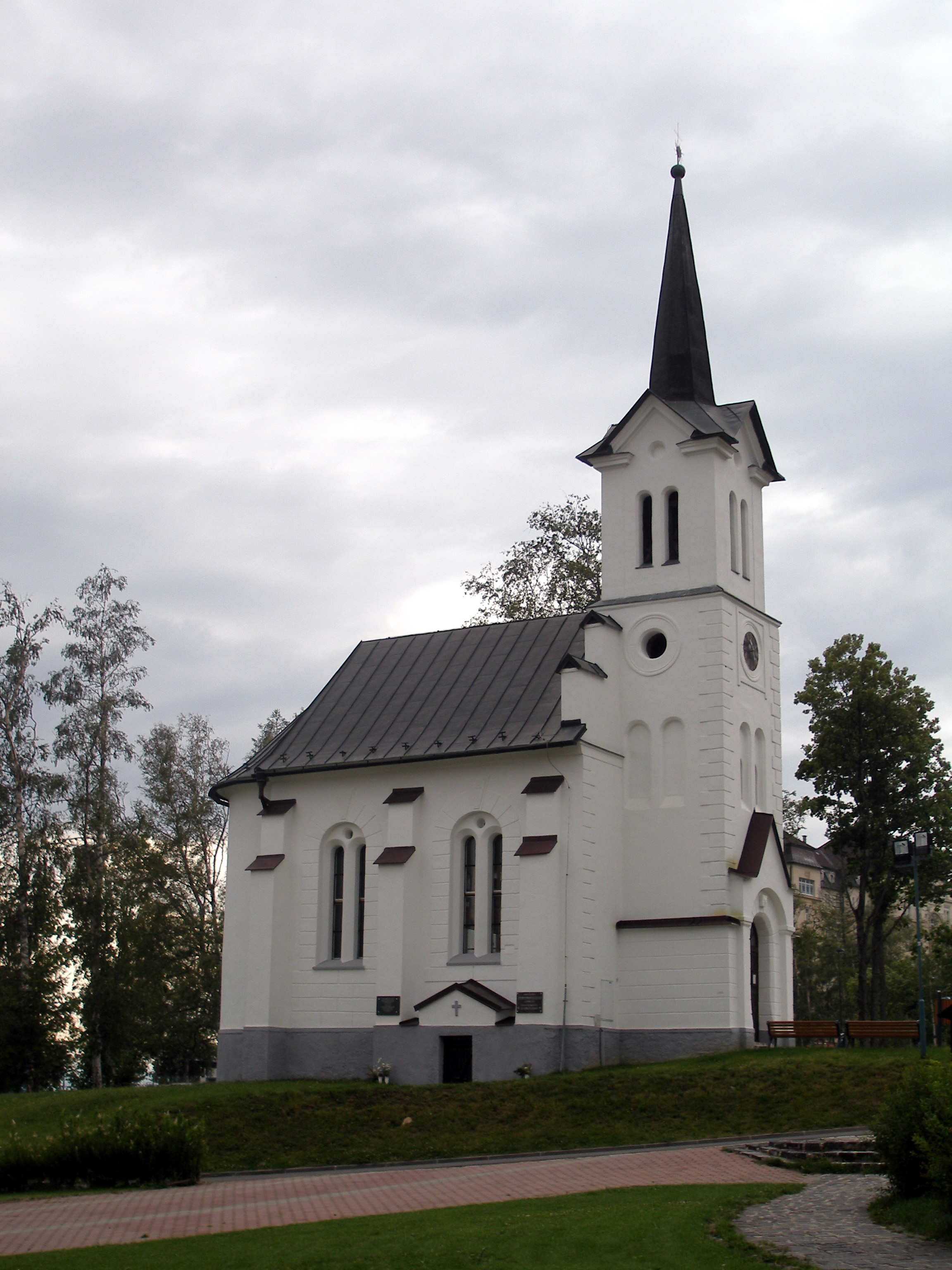
Starý kostel

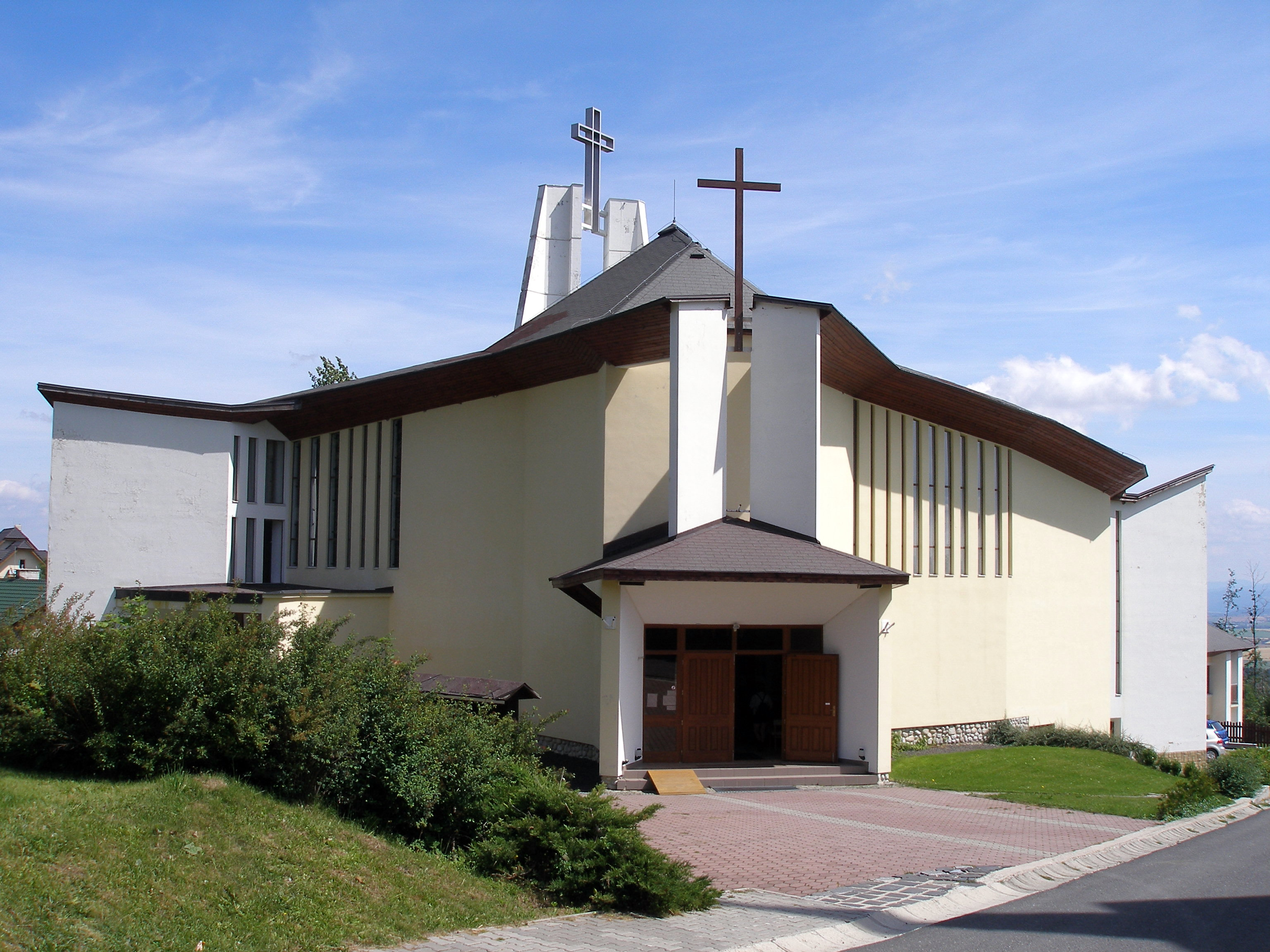
Nový kostel

Nový Smokovec je místní část města Vysoké Tatry přímo navazující na východní hranici Starého Smokovce.
Nový Smokovec leží v nadmořské výšce 1010 m na úbočí Slavkovského štítu jihozápadně od Starého a Dolného Smokovce na Cestě slobody.

## Historie
Osadu založil v roce 1875 Mikuláš Szontagh, který si od obce Veľký Slavkov pronajal 20 hektarů půdy poblíž sousedního Starého Smokovce. Jeho cílem bylo vybudovat první sanatorium ve Vysokých Tatrách.
Při výstavbě sanatoria byly přibližně dva kilometry jihovýchodně od centra na levém břehu Slavkovského potoka objeveny stříbrné mince s portrétem císaře Marka Aurelia a později také areál hutě, datovaný do doby kolem přelomu letopočtu. Při archeologické činnosti se v místě našla také plastika brodivého ptáka, která je umístěna v muzeu v Tatranské Lomnici.
Specializované sanatorium, svého druhu první v Rakousko-Uhersku, určené k léčbě tuberkulózy, bylo ve Smokovci otevřeno roku 1876. Nový Smokovec byl první z tatranských osad, která byla v provozu i v zimě. Předpokládaná první zimní sezóna 1881–82 se pro obavy pacientů a jejich ošetřovatelů nekonala, ale následující zimu 1882–83 už nebyl provoz přerušen. V té době se ve Smokovci nacházely dvě budovy sanatoria, ke kterým byl záhy postaven i lázeňský dům s kolonádou. Kolem roku 1900 se nacházelo v Novém Smokovci již 38 budov, z nichž 26 náleželo k areálu sanatoria. Do dnešních dnů se z původních objektů zachovaly budovy Európa, Branisko a dům rodiny Szontaghovců.
Během první světové války byla sanatoria používána jako vojenské lazarety. Po válce se začalo s výstavbou nového léčebného domu Palace, zvaného Penzák. Další objekt byl dobudován v roce 1933 a průběžně si zde stavěli vily také soukromníci. Po druhé světové válce byl ve Smokovci vybudován hotel Bystrina, či ozdravovna Budovateľ (dnes hotel Telekomunikácie). Další výstavba probíhala před mistrovstvím světa v lyžování, které se konalo v roce 1970.
Součástí současného Nového Smokovce je také sídliště Sibír vybudované v roce 1958, které se nachází v jeho jihozápadním části směrem k Tatranské Poliance.

## Galerie

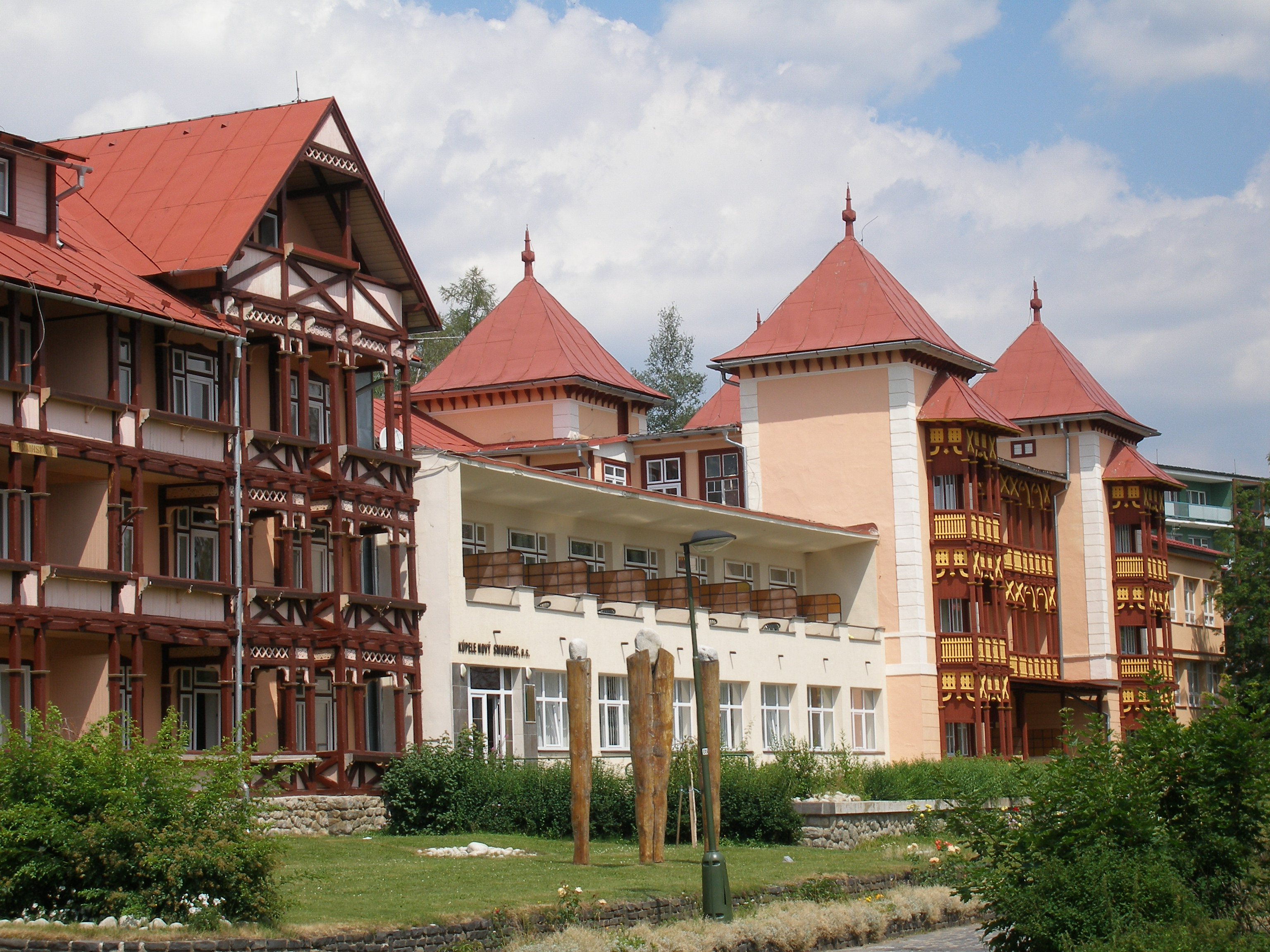
Hotel Branisko
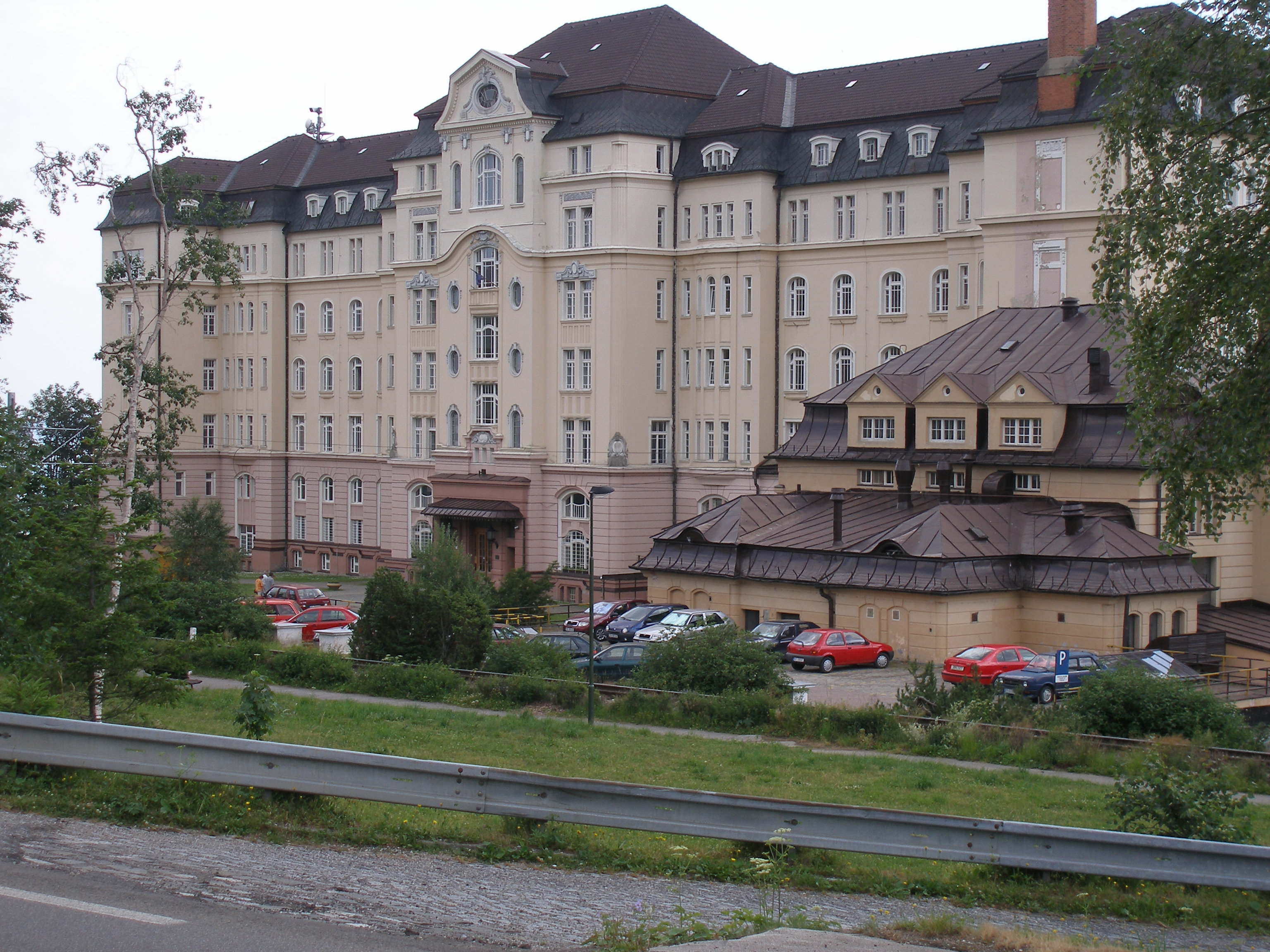
Hotel Royal Palace
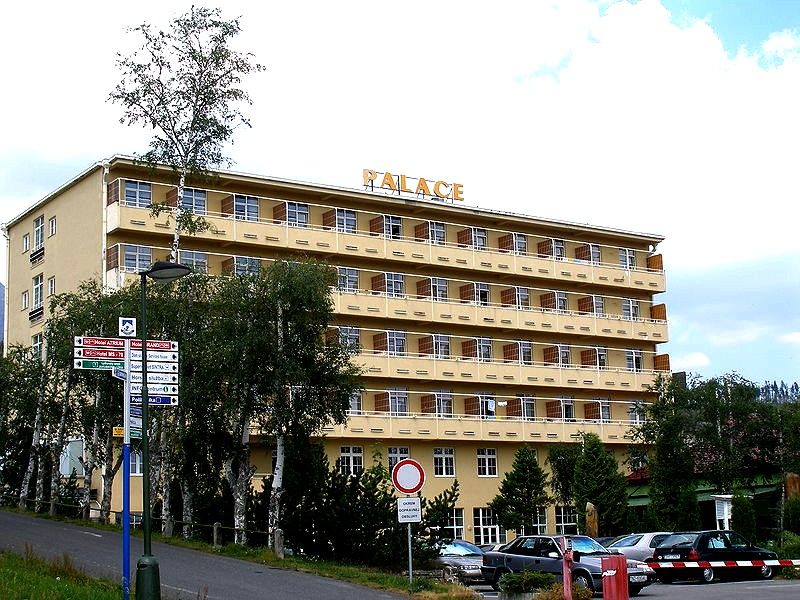
Hotel Palace